# Sylvain Luc
Pour les articles homonymes, voir Luc.
Sylvain Luc, né le 7 avril 1965 à Bayonne et mort le 13 mars 2024 à Paris, est un guitariste français de jazz.
Il est considéré comme l'un des grands noms du jazz français, et comme un technicien hors-pair, réputé internationalement.

## Biographie
Né le 7 avril 1965 à Bayonne,, Sylvain Luc commence la guitare à 4 ans, puis apprend le violon. Il étudie le violoncelle au conservatoire à rayonnement régional de Bayonne. Influencé par ses grands frères Gérard, accordéoniste, et Serge (1957-2010), batteur, il commence à se produire dès l'âge de 8 ans sur les scènes du Pays Basque et enregistre son premier album avec ses frères, Elgarrekin en 1977 à l’âge de 12 ans.
Avec son groupe de jazz progressif Bulle Quintet, avec Nicolas Filiatreau (batterie), Mario Vilas (claviers), Jean-Claude Driollet (basse) et Pierre Olivier (vibraphone, percussions), il est lauréat du XIXe festival de Jazz de San Sebastian en 1982, et enregistre le thème Tôt Le Matin de Mario Vilas sur l'album du festival.
Il donne de nombreux concerts avec ce groupe du Pays basque, puis il s'installe à Paris et devient arrangeur, compositeur et accompagnateur d'artistes de variétés, tout en conservant son rôle dans le jazz en tant que bassiste du trio de Richard Galliano, et en tant que guitariste avec Éric Le Lann.

### Années 1990
En 1993, Sylvain Luc devient l'ambassadeur des guitares Godin pour le monde. C'est l'année de son premier album, Piaia (« voyage » en euskara),,.
L'année suivante, il enregistre Petits Déjà, en duo avec Louis Winsberg.
En 1999, il sort l'album Nahia avec ses frères Gérard et Serge, Ameskeri, avec Stéphane Belmondo, puis Duet, en duo avec Biréli Lagrène, qui s'écoulera à plus de 70 000 exemplaires.

### Années 2000

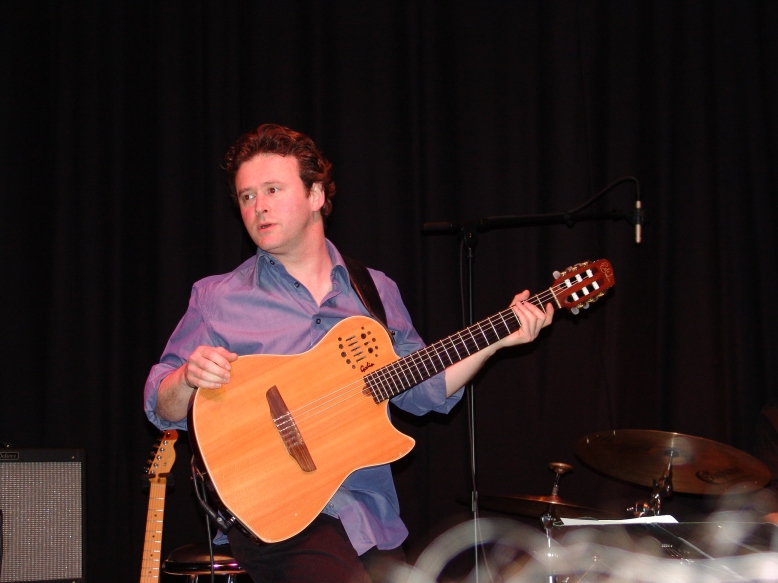
Sylvain Luc lors d'un concert au Jazz-Club de Dunkerque en 2008.

Sylvain Luc joue de la guitare et de la basse sur l'album Les Machines absurdes de William Sheller paru en 2000.
Il fonde en 2000 le Trio Sud avec André Ceccarelli et de Jean-Marc Jafet. Un premier disque sort en 2000, Le groupe obtient la Victoire du jazz en tant que meilleure formation de l’année 2003, à l'occasion de la publication de Sylvain Luc Trio Sud en 2002. Suivra Young and fine en 2008.
En 2003, il sort Ambre, son second album en solo après Piaia. Il utilise la technique du re-recording, ce qui lui permet de superposer jusqu'à 4 pistes de guitare.
Depuis 2006, on le retrouve régulièrement dans la formation String quartet, aux côtés de Didier Lockwood, Victor Bailey et Billy Cobham.
En 2007, Sylvain Luc remporte un Djangodor, dans la catégorie « musicien confirmé ».
En 2009, on le retrouve en trio dans une formation « All Stars », aux côtés de Richard Bona et Steve Gadd. Il retrouve Biréli Lagrène pour un second album en duo, Summertime.

### Années 2010
En janvier 2011, il se voit décerner le prix Django-Reinhardt par l'Académie du jazz.
À l'occasion d'une carte blanche en mai 2011, il joue à la Salle Pleyel en compagnie de Biréli Lagrène, Richard Bona, André Ceccarelli ou Thierry Eliez. La même année parait Organic, avec Ceccarelli et Eliez.
En 2013 paraît Souvenirs d’enfance, inspiré de comptines.
Giù la testa, aux côtés de Stefano Di Battista paraît en 2014. L'album est constitué de musiques de films écrites par Ennio Morricone, Michel Legrand ou Nino Rota.
En 2015, il enregistre La Vie en Rose avec Richard Galliano sur un répertoire en hommage à Édith Piaf et Gus Viseur.
Un concert en duo avec Bernard Lubat, Intranquille, paraît en 2016.

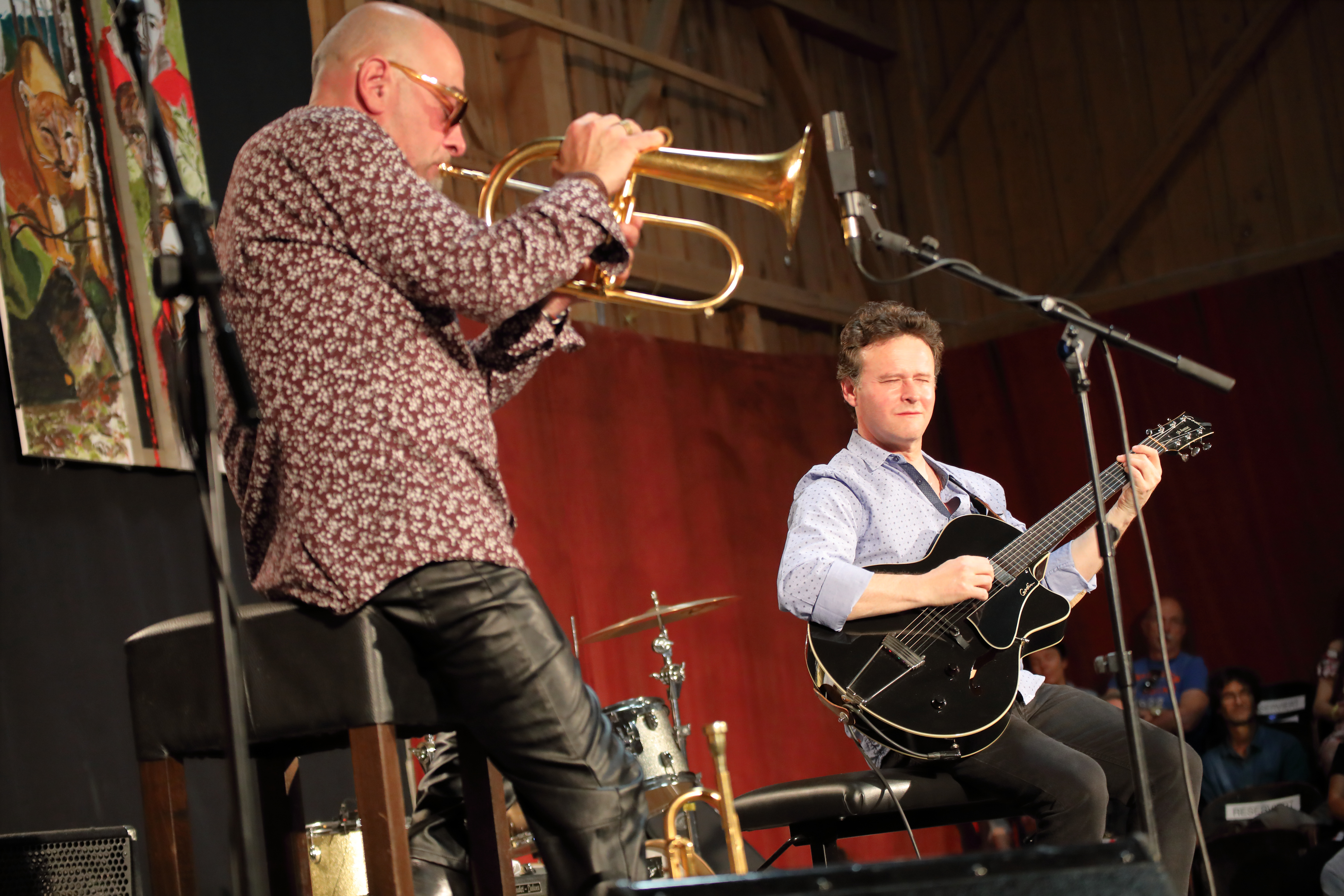
Sylvain Luc et Stéphane Belmondo en concert en Allemagne en 2019.

En 2019 paraît D’une rive à l’autre, en duo avec son épouse guitariste classique Marylise Florid, mêlant musique classique et improvisation,. La même année parait 2.0, deuxième album en duo avec Stéphane Belmondo après Ameskeri, paru en 1999.

### Années 2020
En 2021 paraît Sylvain Luc, By Renaud Letang, un disque étonnant dans lequel douze compositions inédites, interprétées en solo en re-recording, sont confiées au réalisateur Renaud Letang, connu pour avoir travaillé avec Manu Chao ou Alain Souchon. Initiée par le producteur Alexandre Lacombe, la rencontre devait au préalable se faire avec plusieurs musiciens (basse, batterie…). Finalement, les deux hommes se retrouvent en tête à tête autour du travail du son et des textures, selon Sylvain Luc, « pour privilégier le chant. Pas de déballage ostentatoire, d'effet de manche ni d'exercice de style. Ce qui a été surprenant, c'est que je me suis positionné comme un chanteur, finalement ». La guitare est triturée au travers de pédales d'effets (octaver…), de synthétiseurs et de guitare midi,). Le résultat peut par moments évoquer la musique de Steve Reich, la musique électro, le hip-hop, Wes Montgomery ou encore George Benson.
Encore en 2021, paraît Eclectik avec André Ceccarelli et Hadrien Féraud. Consacré en bonne partie au répertoire de la chanson, on y trouve de nombreux invités : Sly Johnson, Richard Bona, Pierre Bertrand ou Alex Ligertwood,.
Toujours en 2021 paraît Birka, avec le trio MLB : Stéphane Belmondo, Sylvain Luc et Thierry Maillard. Cette formule plutôt inhabituelle, voire inédite (trompette, guitare et piano), sans percussions, cherche à travailler une forme de « jazz de chambre ». Leur album s'inspire de Birka, une des premières villes créées en Suède ainsi que celui d'une guerrière viking.
L'album Simple Song parait en avril 2023 chez Space Time Records. Il y joue en solo, souvent à la guitare acoustique et avec simplicité, des chansons qui lui tiennent à cœur, qu'elles soient issues du répertoire du jazz (John McLaughlin, Bill Evans, Chick Corea, Keith Jarrett), du rock (Eric Clapton, Carlos Santana, les Beatles, Steely Dan) ou de la chanson (Michel Legrand, João Gilberto, Carole King),. L'album peut faire écho à son premier album, Piaia, qui l'avait révélé en 1993.

### Mort
Le 14 mars 2024, sa femme Marylise Florid annonce son décès survenu la veille rue Charles Friedel, dans le 20e arrondissement de Paris à l'âge de 58 ans, des suites d'une mort subite,. Ses obsèques se tiennent le 26 mars au cimetière du Père-Lachaise ; il est inhumé deux jours plus tard au cimetière Saint-Pierre de Marseille.

## Récompenses et décorations
- 2003 : Victoires du jazz dans la catégorie « artiste ou formation instrumentale française de l'année »
- 2005 :  Chevalier de l'ordre des Arts et des Lettres[11]
- 2007 : Djangodor, catégorie « musicien confirmé »[9]
- 2010 : Grand prix du jazz de la Sacem[25]
- 2010 : prix Django-Reinhardt[10]

## Style
« [La maîtrise technique] est un outil. L’idée est d’être le plus possible ancré dans la musique, de procurer des émotions. C’est la seule chose qui m’intéresse. Je ne souhaite pas sidérer les gens. Une partie du public peut être sidérée par une prouesse technique, par de la fulgurance, c’est vrai. Dans les années 1970-1980, il y avait cette tendance à jouer très vite. Ça a peut-être perduré sous certains aspects. Mais, pour ma part, je ne cherche pas à être spectaculaire. J’aime que la musique explose, explore ou prenne son temps. »

— Sylvain Luc, 2021.
Sylvain Luc est réputé pour être un guitariste virtuose, au jeu orchestral, à l'inspiration débordante et au langage harmonique inventif, ce qui n'empêche pas une pointe d'humour,,,. C'est un musicien en recherche permanente : « j'essaie de me renouveler et me surprendre en permanence, car nous avons beaucoup à apprendre de nous-mêmes ». Même si sa pratique est centrée sur le jazz, il est éclectique et a joué du rock, du jazz expérimental, de la musique traditionnelle basque ; il a également été musicien de studio, ce qui demande une grande adaptabilité.
S'il est connu pour son jeu en solo, il apprécie également la formule du trio ou celle du duo, à laquelle il s'est adonné aux côtés de Biréli Lagrène, Richard Galliano, Stéphane Belmondo, Médéric Collignon, Bernard Lubat, Paul Lay ainsi qu'avec son épouse Marylise Florid,,. Il joue également dans des formules plus larges, mais « quand on élargit le groupe, la musique est souvent plus écrite et comme je n’aime pas faire deux fois la même chose, ça doit expliquer cette préférence pour les formats plus petits ».
Parmi ses influences, il cite Baden Powell, John McLaughlin, John Scofield, Andrés Segovia, Jeff Beck, Joe Pass, Pat Metheny, Jim Hall… Il est à l'écoute des jeunes générations, et apprécie Julian Lage ou Nelson Veras. Il se nourrit aussi des autres instruments et d'autres formes artistiques.
C'est un musicien admiré par ses pairs, de Pat Metheny à Biréli Lagrène.

## Discographie

### En solo
- 1993 : Piaia (Transat)
- 2003 : Ambre, avec re-recording (Dreyfus Jazz)
- 2009 : Standards, un disque avec re-recording, un autre sans[27] (Dreyfus Jazz)
- 2013 : Souvenirs d'enfance, avec re-recording (Just Looking Productions)
- 2021 : Sylvain Luc, By Renaud Letang, album produit par Renaud Letang (Just Looking Productions)
- 2023 : Simple Song (Space Time Records)

### En duo

#### Avec Louis Winsberg
- 1994 : Petits déjà… (Bleu Citron)

#### Avec Francis Lassus
- 1998 : Piaia Naia (Disques Concord, Casa Editions)

#### Avec Stéphane Belmondo
- 1999 : Ameskeri (Shaï)
- 2019 : 2.0 (Naïve)

#### Avec Biréli Lagrène
- 1999 : Duet (Dreyfus Jazz)
- 2009 : Summertime (Dreyfus Jazz)
- 2012 : Best Moments, avec Biréli Lagrène  (compilation, Dreyfus Jazz)

#### Avec Stefano Di Battista
- 2014 : Giù la testa (Just Looking Productions)

#### Avec Richard Galliano
- 2015 : La Vie en rose (Milan)

#### Avec Bernard Lubat
- 2016 : Intranquille (Cristal Records)[28]

#### Avec Marylise Florid
- 2019 : D'une rive à l'autre (Éditions Jade)

### Avec Trio Sud
- 1999 : Sud (Dreyfus Jazz)
- 2001 : Trio Sud (Dreyfus Jazz)
- 2008 : Young and Fine (Dreyfus Jazz)

### Avec ses frères (Gérard et Serge Luc)
- 1977 : Elgarrekin (Agorila)
- 1999 : Nahia (Pygmalion Records)[8]

### Avec d'autres formations
- 2006 : Joko (Dreyfus Jazz)
- 2011 : Organic, avec Thierry Eliez et André Ceccarelli (Dreyfus Jazz)
- 2021 : Eclectik, avec André Ceccarelli et Hadrien Féraud (Cristal Records)
- 2021 : Birka, avec Stéphane Belmondo et Thierry Maillard (Ilona Records)

### En invité
- 2012 : Jacky Terrasson, Gouache (EmArcy Records)
- 2014 : Phil Abraham, Roots & Wings (Challenge Jazz)

### En accompagnateur

#### AvecCatherine Lara
- 1993 : Maldonne (Trema)
- 1997 : Mélomanie (Guy Cloutier Communications)
- 1999 : Aral (Une musique/Sounds of Ushuaïa)

#### AvecLokua Kanza
- 1998 : 3 (MGS)
- 2002 : Toyebi Té (Universal Music)
- 2005 : Plus Vivant (EmArcy/Universal Music Jazz France)
- 2010 : Nkolo (World Village)

#### AvecAndré Ceccarelli
- 1999 : André Ceccarelli 4TET, 61:32 (BMG)
- 2004 : Carte blanche (Dreyfus Jazz)
- 2012 : Ultimo (EmArcy/Universal)
- 2013 : Twelve Years Ago (Bonsaï Music)

#### Autres collaborations
- 1988 : Jairo, Live Bataclan (Malambo)
- 1989 : Didier Goret Big Band, Assiette anglaise (Magazine Records)
- 1990 : Philippe Léotard, À l'amour comme à la guerre (CBS)
- 1990 : Guidoni, Aux Tourniquets des grands cafés (CBS)
- 1990 : Jairo, Flechas de neon (Malambo)
- 1991 : Jean-Pierre Como, Solea (Bleu Citron)
- 1992 : Les Frères Bebey, La plus jolie fille de Bahia (Éditions Salabert)
- 1993 : Daniel Mille, Sur les quais (Saravah)
- 1993 : Isabelle Morelli, Les Mondes Parallèles (Mélodie Distribution)
- 1994 : Higelin, Aux héros de la voltige (EMI France)
- 1994 : 13 NRV, Skinôtic (Victory Records)
- 1994 : Bertrand Richard, Staccato (Transat)
- 1994 : Didier Lockwood, Onztet de violon jazz (JMS)
- 1995 : Sol En Si, Solidarité enfants sida (Wea Music)
- 1995 : Linda Lewis, Second Nature (Turpin Records)
- 1995 : Didier Makaga, Secret Pleasure (Columbia)
- 1995 : Jean Guidoni, Vertigo (Polygram)
- 1995 : Antoine Illouz, Litttoral (Gamlan)
- 1996 : Françoise Hardy, Le Danger (Virgin)
- 1996 : Michel Jonasz, Soul Music Airlines (EMI)
- 1996 : Fabienne Thibeault, Jean-Pierre Debarbat, Martin de Touraine (A.D.L.)
- 1996 : Mario Canonge, Arômes caraïbes (Kann' Production)
- 1996 : Fred & Co, Fred & Co (Musea Parallèle)
- 1996 : Jean-Marc Jafet, Live au Parc Floral (RDC Records)
- 1997 : Berliner, Heureux… (Une Musique)
- 1997 : Louis Winsberg, La Danse du vent (Siesta Records)
- 1997 : Pedro Guerra, Tan Cerca De Mí (Ariola)
- 1997 : Si-Kmel, Solo (Sonodisc)
- 1998 : Charles Aznavour, Jazznavour (EMI)
- 1998 : Barbara Scaff, Philippe Candelon, Barbara Scaff & Philippe Candelon (Polygram)
- 1998 : Marc Berthoumieux, Les couleurs d'ici (Sous la ville)
- 1998 : Alexandre Desplat, bande originale de Une chance sur deux (RCA Victor/BMG France)
- 1999 : Patrick Bruel, Juste avant (RCA)
- 1999 : Michel Benita, Lower the Walls (Label bleu)
- 1999 : Jean-Pierre Como, Empreinte (Blue Note)
- 2000 : Sheller, Les Machines absurdes (Mercury)
- 2000 : Philippe Drouillard, Domino (RDC)
- 2001 : Régis Ceccarelli, For Distingué Lovers (Blue Note)
- 2002 : Biréli Lagrène, Live Jazz à Vienne (DVD, Dreyfus Jazz)
- 2003 : Édith Butler, Madame Butlerfly (Kappa)
- 2004 : Jean-Marc Jafet, Mes anges (Cristal records)
- 2005 : L'Âme des Poètes, Prénoms d'amour (Igloo)
- 2007 : Olivier Ker Ourio, Oversea (Dreyfus Jazz)
- 2007 : Zarifa, Nature Girl (Le Chant du monde)
- 2008 : William Sheller, Avatars (Mercury)
- 2008 : Didier Lockwood, For Stéphane (Label Ames)
- 2009 : Serge Luc, Rebond (ABS Bellissima)
- 2009 : Bona, The Ten Shades of Blues (EmArcy/Universal Music Jazz France)
- 2010 : Vincent Peirani, Gunung Sebatu (Zig Zag Territoires)
- 2011 : Trio Chemirani, Invite (Accords Croisés)
- 2013 : Richard Bona, Bonafied (Universal)
- 2015 : Olivier Ker Ourio, L'Orkès Péï (Bonsaï Music)
- 2016 : Richard Galliano, New Jazz Musette (Ponderosa Music & Art)
- 2016 : Pierre Bertrand, Joy (Cristal Music)
- 2018 : Gérard Amsellem, Récife (Just Looking Productions)
- 2020 : Sylvin Marc, 5/5 (Just Looking Productions)